# Donji Vukojevac
Donji Vukojevac is een plaats in de gemeente Lekenik in de Kroatische provincie Sisak-Moslavina. De plaats telt 468 inwoners (2001).